# Šerkšnė
Šerkšnė je řeka v Litvě, v Žemaitsku, levý přítok řeky Venta. Oficiální výtok je z jezera Plinkšių ežeras, hydrografický je v okolí městysu Nevarėnai. Pokud by délka byla počítána z tohoto místa, byla by délka toku 56 km, ale protože zde pramení potok pod jménem Markija a teprve od jezera Plinkšių ežeras pod názvem Šerkšnė, činí oficiální délka řeky jen 38 km. Od výtoku ze severního konce jezera Plinkšių u obce Plinkšės teče směrem severním, po soutoku s potokem Šaka se stáčí na východ a v obci Šerkšnėnai se stáčí zpět na sever a zde také protéká rybníkem Šerkšnėnų tvenkinys (19,3 ha), u vsi Geidžiai se stáčí na severozápad, obtéká ze západu velikou kličkou ves Bugeniai a pokračuje směrem východním až do řeky Venta, do které se vlévá jako její levý přítok naproti vsi Kurmaičiai 194,9 km od jejího ústí. Výškový rozdíl je 80 m.

## Minulost
Název řeky je poprvé zmiňován roku 1597.

## Přítoky
- Levé (přítoky řeky Markija) (Hydrologické pořadí 30011092):

| Hydrologické pořadí | Řeka     | Délka (km) | Povodí (km²) | Vzdálenost od ústí (km) | Ústí kde  | Koordináty ústí |
| ------------------- | -------- | ---------- | ------------ | ----------------------- | --------- | --------------- |
| 30011098            | Smeltė   | 7,0        | 15,3         | 5,6 (47,0)              | Gadūnavas |                 |
| 30011099            | Subedis  | 11,5       | 28,6         | 5,6 (47,0)              | Gadūnavas |                 |
|                     | Gervalis | 7,5        | 28,9         |                         |           |                 |
| 30011115            | M – 1    | 4,1        | 5,5          | 4,4 (45,8 )             |           |                 |

- Pravé (přítoky řeky Markija):

| Hydrologické pořadí | Řeka      | Délka (km) | Povodí (km²) | Vzdálenost od ústí (km) | Ústí kde | Koordináty ústí |
| ------------------- | --------- | ---------- | ------------ | ----------------------- | -------- | --------------- |
| 30011114            | Kiaulupis | 5,5        | 10,6         | 4,9 (46,3)              |          |                 |

- Levé (přítoky řeky Šerkšnė):

| Hydrologické pořadí | Řeka     | Délka (km) | Povodí (km²) | Vzdálenost od ústí (km) | Ústí kde   | Koordináty ústí |
| ------------------- | -------- | ---------- | ------------ | ----------------------- | ---------- | --------------- |
| 30011119            | Š – 1    | 3,2        | 4,5          | 32,6                    |            |                 |
| 30011121            | Šaka     | 9,8        | 26,8         | 27,0                    | Šerkšnėnai |                 |
| 30011128            | Šaka I   | 3,2        | 4,6          | 19,7                    |            |                 |
| 30011131            | Vaidotas | 7,9        | 25,8         | 9,7                     | Bugeniai   |                 |
| 30011134            | Pūrupis  | 3,8        | 4,0          | 8,9                     | Bugeniai   |                 |

- Pravé (přítoky řeky Šerkšnė):

| Hydrologické pořadí | Řeka      | Délka (km) | Povodí (km²) | Vzdálenost od ústí (km) | Ústí kde   | Koordináty ústí |
| ------------------- | --------- | ---------- | ------------ | ----------------------- | ---------- | --------------- |
| 30011126            | Nendrė    | 11,6       | 23,0         | 24,7                    | Šerkšnėnai |                 |
|                     | Stirtupis | 2          |              |                         |            |                 |
|                     | Briedupis | 1          |              |                         | Kiminiškė  |                 |